# Acta Alexandrinorum
Unter dem Begriff Acta Alexandrinorum oder Alexandrinische Märtyrerakten wird eine Gruppe von Texten zusammengefasst, die in legendenhafter Form Bericht über Verfolgung und Prozess alexandrinischer Griechen durch die römischen Herrscher geben. Überliefert sind sie in Form anonymer Fragmente, datierend aus dem 1. bis 3. Jahrhundert, gefunden in Ägypten, vorwiegend in den Papyri aus Oxyrhynchos. Weitere Fundorte sind Hermopolis Magna, Panopolis, Karanis und Tebtynis. Bei vielen der erhaltenen Papyri handelt es sich um von nicht literarisch gebildeten Privatleuten erstellte Abschriften. Daraus und aus der geografischen Verbreitung wird geschlossen, dass die Acta Alexandrinorum eine vor allem in der Zeit der Severer durchaus populäre Gattung waren.
Der Form nach ähneln sie typischerweise Gerichtsprotokollen mit einem Dialog zwischen einem verbrecherisch und sittenlos gezeichnetem Caesar und dem Tyrannen todesmutig die Stirn bietenden alexandrinischen Griechen als zentralem Teil. Insofern weisen sie Parallelen zu den christlichen Märtyrerakten auf, ohne dass ein direkter Zusammenhang oder eine Abhängigkeit nachgewiesen wäre. Von der Tendenz her handelt es sich um antirömische Propagandaliteratur mit teilweise deutlich antisemitischem Einschlag (was vor dem Hintergrund der tief eingewurzelten Feindseligkeit zwischen den Griechen und Juden in Alexandria nicht verwunderlich ist).
Harker zufolge waren Ausgangspunkt und Urbild dieser Literatur die Gesandtschaften alexandrinischer Griechen und Juden, die im Anschluss an die gewalttätigen Auseinandersetzungen des Jahres 38 von diesen beiden Parteien nach Rom geschickt wurden. Die alexandrinischen Griechen waren zunächst optimistisch hinsichtlich ihrer Erfolgsaussichten, da man annehmen konnte, dass der damalige Kaiser Caligula ihnen besonders gewogen sei. Er wurde allerdings im Jahr 41 ermordet, ohne den Streit entschieden zu haben.
Erneut erschienen Gesandtschaften vor seinem Nachfolger Claudius. Dieser war jedoch nicht bereit, Partei zu ergreifen, sondern fällte ein neutrales Urteil, das in Alexandria am 10. Oktober 41 veröffentlicht wurde. Zudem ließ er zwei Teilnehmer der griechischen Delegation, Isidorus und Lampon, hinrichten. Der Verlauf dieses Verfahrens aus jüdischer Sicht wird geschildert im Bericht Legatio ad Gaium des Philon von Alexandria, der an der Gesandtschaft von 39/40 teilgenommen hatte. In seinem Werk In Flaccum befasst Philon sich mit der Vorgeschichte des Aufstandes und der Rolle des damaligen Praefectus Aegypti, Aulus Avillius Flaccus. Eine entsprechende Darstellung aus griechischer Sicht wird als Wurzel der Acta Alexandrinorum angenommen.